# 御在所山 (西予市野村町)
御在所山（ございしょやま）は、愛媛県大洲市肱川町と西予市野村町にまたがる標高668.9メートルの山である。
四国カルストの西への延長上にあり、山頂から尾根づたいの数百メートルは、古い大木の元に石灰岩の巨石奇石が連なり、鬱蒼と茂る木々とあいまって荘厳で幽玄である。石灰岩地の南側には地元では千丈ヶ崖と呼ばれる絶壁がある。山名は神仏がいますところの御在所からというより、平家の落人伝説にからむもののようである。

## ギャラリー

頂上
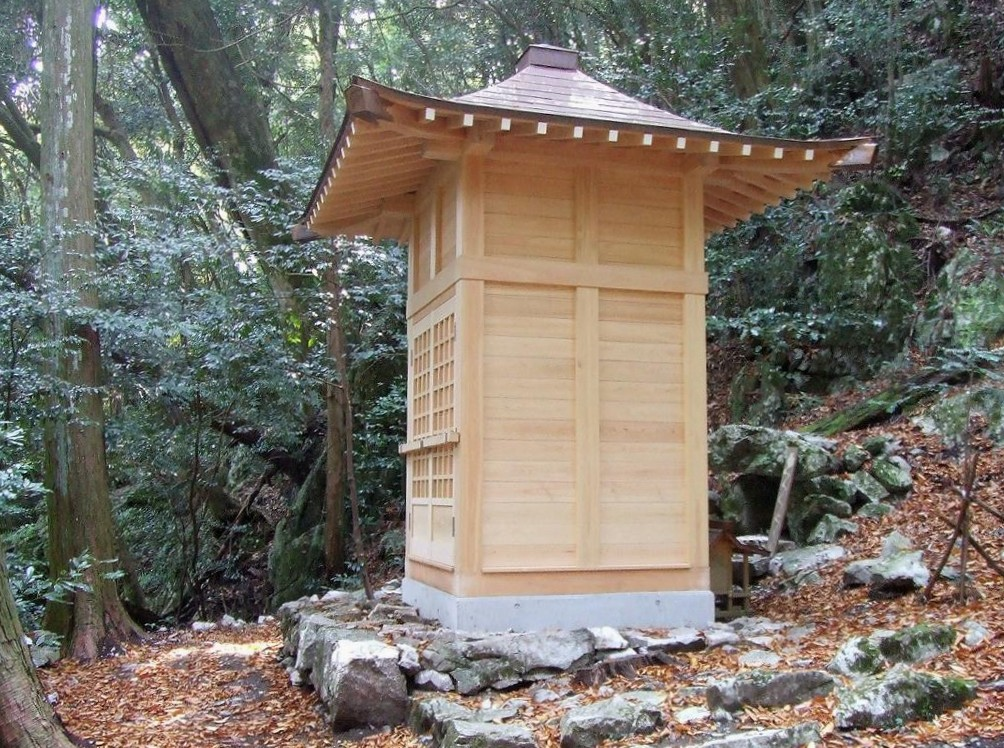
御在所奥之院